# Ceratobaeus nepalensis
Ceratobaeus nepalensis är en stekelart som beskrevs av Durgadas Mukerjee 1978. Ceratobaeus nepalensis ingår i släktet Ceratobaeus och familjen Scelionidae. Inga underarter finns listade i Catalogue of Life.